# Teddy Tinmar
Teddy Tinmar (ur. 30 marca 1987) – francuski lekkoatleta specjalizujący się w biegach sprinterskich.
Na mistrzostwach Europy do lat 23 w Kownie (2009) był ósmy w biegu na 100 metrów oraz wraz z kolegami z reprezentacji zdobył srebrny medal w biegu rozstawnym 4 x 100 metrów. Bez powodzenia startował w halowych mistrzostwach świata w 2010. W 2011 wraz z Christophe’em Lemaitrem, Yannickiem Lesourdem oraz Jimmym Vicautem zdobył wicemistrzostwo świata w sztafecie 4 x 100 metrów. W 2013 wszedł w skład francuskiej sztafety, która zdobyła brązowy medal mistrzostw Europy w Zurychu.
Reprezentant kraju w drużynowych mistrzostwach Europy. Medalista mistrzostw Francji.
Rekordy życiowe: bieg na 60 metrów (hala) – 6,67 (28 lutego 2010, Paryż); bieg na 100 metrów – 10,30 (29 lipca 2011, Albi).

## Osiągnięcia
| Rok  | Impreza                                 | Miejsce   | Konkurencja        | Pozycja    | Wynik   |
| ---- | --------------------------------------- | --------- | ------------------ | ---------- | ------- |
| 2009 | Młodzieżowe mistrzostwa Europy          | Kowno     | bieg na 100 m      | 8. miejsce | 10,58   |
| 2009 | Młodzieżowe mistrzostwa Europy          | Kowno     | sztafeta 4 x 100 m | 2. miejsce | 39,26   |
| 2010 | Halowe mistrzostwa świata               | Doha      | bieg na 60 m       | eliminacje | 6,88    |
| 2010 | Puchar interkontynentalny               | Split     | sztafeta 4 x 100 m | –          | DSQ     |
| 2011 | Superliga drużynowych mistrzostw Europy | Sztokholm | sztafeta 4 x 100 m | 2. miejsce | 38,71   |
| 2011 | Mistrzostwa świata                      | Daegu     | sztafeta 4 x 100 m | 2. miejsce | 38,20   |
| 2014 | Mistrzostwa Europy                      | Zurych    | sztafeta 4 × 100 m | 3. miejsce | 38,47   |
| 2015 | IAAF World Relays                       | Nassau    | sztafeta 4 x 200 m | 2. miejsce | 1:21,49 |